# Вигода (гміна Єнджеюв)
Вигода (пол. Wygoda) — село в Польщі, у гміні Єнджеюв Єнджейовського повіту Свентокшиського воєводства. Населення — 26 осіб (2011).
У 1975—1998 роках село належало до Келецького воєводства.

## Демографія
Демографічна структура на день 31 березня 2011 року:
|          | Загалом | Допрацездатний вік | Працездатний вік | Постпрацездатний вік |
| -------- | ------- | ------------------ | ---------------- | -------------------- |
| Чоловіки | 17      | 3                  | 11               | 3                    |
| Жінки    | 9       | 1                  | 5                | 3                    |
| Разом    | 26      | 4                  | 16               | 6                    |